# Batòlit

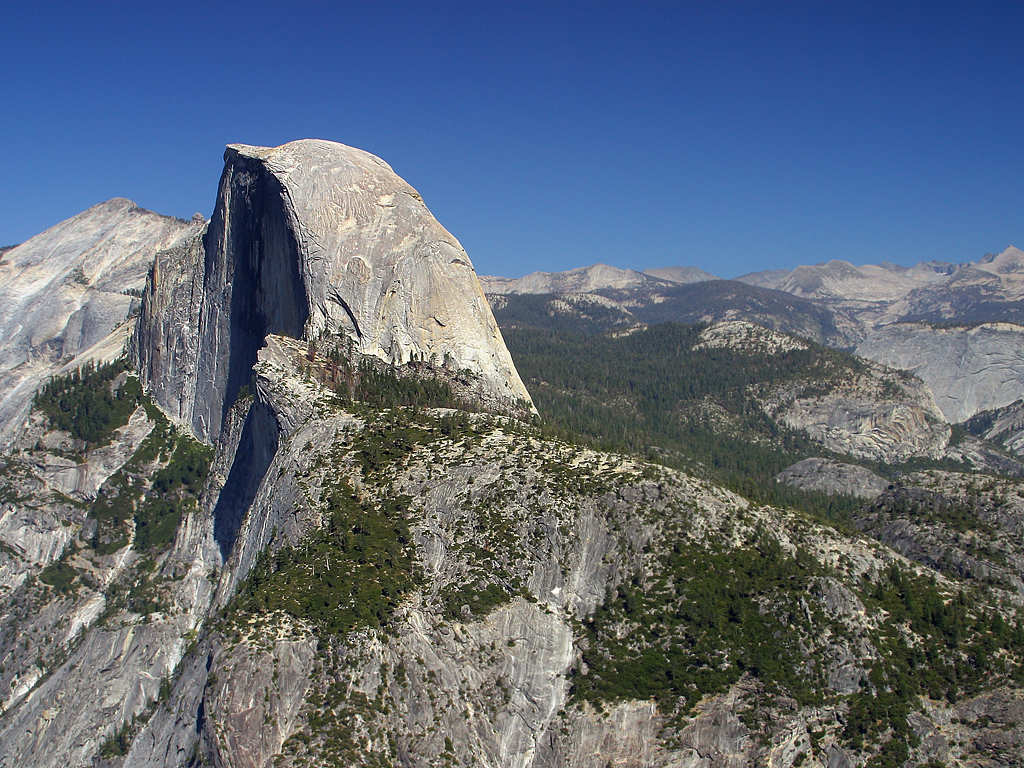
Half Dome, un monòlit de granit al Yosemite National Park i part del Batòlit de Sierra Nevada.

Un batòlit (del grec: bathos, fondària + lithos, roca) és una massa extensa de granitoides que s'estén durant centenars de km i cobreix més de 100 km² en l'escorça terrestre. Els batòlits estan composts per múltiples plutons individuals els quals poden ensolapar-se o intersecar-se. Els grans volums dels batòlits es deuen a una gran producció repetida de magma durant els períodes de l'orogènesi. Els batòlits es fan de roques fèlsiques o tipus de roques intermedis com el granit, monzonita de quars, o diorita.

## Llista de batòlits

### Àfrica
- Batòlit granític d'Asuan, Egipte
- Cape Coast Batholith, Ghana
- Hook granite massif, Zàmbia
- Paarl Rock, Àfrica del Sud
- Sibebe, Swaziland
- Mubende Batholith, Uganda

### Europa
- Leinster Batholith
- Cornubian batholith
- Ljusdal Batholith
- Batòlit del Mont Dant Lluís

### Amèrica del Nord
- Boulder Batholith
- British Virgin Islands
- Chambers-Strathy Batholith
- Enchanted Rock
- Golden Horn Batholith
- Idaho Batholith
- Sierra Nevada Batholith
- South Mountain Batholith, Nova Scotia
- Peninsular Batholith
- Stone Mountain
- Pike's Peak Granite Batholith
- Chilliwack batholith

### Oceania
- Moruya Batholith
- Median Batholith, New Zealand

### Amèrica del Sud
- Parguaza rapakivi granite Batholith
- Batòlit de la costa peruviana
- Batòlit de Cordillera Blanca
- Batòlit de la costa xilena
- Batòlit de Panguipulli
- Batòlit Patagonià
  - Batòlit Patagonià Nord
  - Batòlit Patagonià Sud

### Índia/Tibet
- Batòlit Trans-Himalaià
- Batòlit de Karakorum